# Escut de Sant Martí de Centelles
L'escut oficial de Sant Martí de Centelles té el següent blasonament:
Escut caironat truncat: 1r. d'atzur, un coll d'or movent de la punta amb el cim més alt somat d'un castell d'argent tancat de sable i embanderolat truncat d'or i de gules, i el cim més baix somat d'una església d'argent; 2n. losanjat d'or i de gules. Per timbre una corona mural de poble.

## Història
Va ser aprovat l'1 de juny de 1983 i publicat al DOGC el 6 de juliol del mateix any amb el número 342.
Els turons amb el castell de Centelles i la capella dependent de Santa Maria del Castell són el senyal tradicional de l'escut del poble. El losanjat d'or i de gules són les armes dels barons de Centelles, senyors del castell, i els colors d'aquestes armories apareixen també en la bandera que voleia sobre el castell.